# Marek Bílek
Marek Bílek (* 7. ledna 1973, Praha) je bývalý český diskař.
Narodil se v Praze a reprezentoval klub Dukla Praha. Na Mistrovství světa juniorů v atletice v roce 1992 vyhrál bronzovou medaili a na Olympijských hrách v roce 1996 startoval, aniž by se dostal do finále. V roce 1995 se stal mistrem ČR.
Jeho osobní rekord v hodu byl 62,40 metru, dosažený v roce 1996.
Je dvojčetem Martina Bílka.